# Wada przejściowa
Wada przejściowa (ang. transient fault) – rodzaj wady występującej w różnych dziedzinach techniki powodując trudności w przesyłaniu określonych rzeczy pomiędzy określonymi nadawcami a odbiorcami. Wada ta ustępuje po upływie określonego czasu bądź po naprawie odpowiednich przedmiotów odpowiedzialnych za dany przesył rzeczy.